# Typhlodromus aktherecus
Typhlodromus aktherecus är en spindeldjursart som först beskrevs av Kolodochka 1979.  Typhlodromus aktherecus ingår i släktet Typhlodromus och familjen Phytoseiidae. Inga underarter finns listade i Catalogue of Life.